# ストロベリーパイ
ストロベリーパイ（英語: strawberry pie）とは、いちごをふんだんに用いて作るパイ菓子のことである。いちごのほかに、主に砂糖・パイ生地を用いて作るが、ゼラチンを使うこともある。またしばしばホイップクリームを添えて食されることもある。

## 調理法
焼かないで作るタイプのストロベリーパイには、しばしば旬の甘めのいちごが用いられ、逆に時期ものではないいちごは焼くタイプのストロベリーパイに用いられることが多い。2段構成のストロベリーパイを作る際は、艶出しをした未調理の新鮮ないちごを上部に盛り付け、調理済みのいちごをパイ生地の層の間に挟み込むようにして盛り付ける。
ストロベリーパイを作る際によく「ストロベリーパイの生地が水っぽくなるのを防ぐにはどうすれば良いのか？」という質問が挙げられる。そもそも、パイ生地が水っぽくベチャついてしまうのは、コーンスターチのような増粘剤の量が不足していたり、長時間加熱し過ぎてしまうことでそれらの成分が失われてしまうことが原因であり、これらの要因を避けることで生地の張りを保つことができる。また、いちごを細かく切りすぎることで水っぽくなることもあるため、それにも注意が必要である。それに加え、パイ生地の水っぽさを解消するためにクリームチーズを加えるというレシピも存在する。

## 消費
アメリカ合衆国では、ジューンティーンスという祝日の日に食す赤い色をした食べ物のひとつとして、ストロベリーパイがしばしば食べられ、また独立記念日のパーティーの際にも提供されることが多い。
またアメリカでは、夏ごろになると各地でいちご祭りが開催され、「ストロベリーパイ早食いコンテスト」が開催されている。2022年にジョージア州アセンズで開催された早食いコンテストでは、90秒で5切れのストロベリーパイを食べ切ったケイシー・ストローダ氏が見事勝利を飾った。
またウェストバージニア州ハンティントンに店舗を構えるイタリア料理店『ジムのステーキ&スパゲッティハウス』では、毎年5月になると1週間限定で10,000枚以上ものストロベリーパイが提供され、それを目当てに数千人もの客が店外に列をなすことで知られている。この店のストロベリーパイは、ピープル誌やフード・ネットワークを通じて全米で人気を博す大ヒット商品となっている。

## 類似デザート
ストロベリータルトとストロベリーパイの違いはパイ耳の有無である。ストロベリーパイはより単純な形のパイクラストの上に盛り付けられるため比較的簡単に作ることができる。しかし一方のいちごタルトはバタークッキーに似たような薄く甘いパイクラストの上に盛り付ける上に、生地の間に塗り埋めるクリームを冷やす必要もあるために比較的時間を要する。
また、ストロベリーパイに類似したデザートとして ストロベリー・ルバーブパイがよく挙げられる。このパイはいちごやルバーブをふんだんに用いた焼くタイプのパイであり、いちご・ルバーブが共に水分を多く含む食材であるため、非常にジューシーなパイである。

## ギャラリー

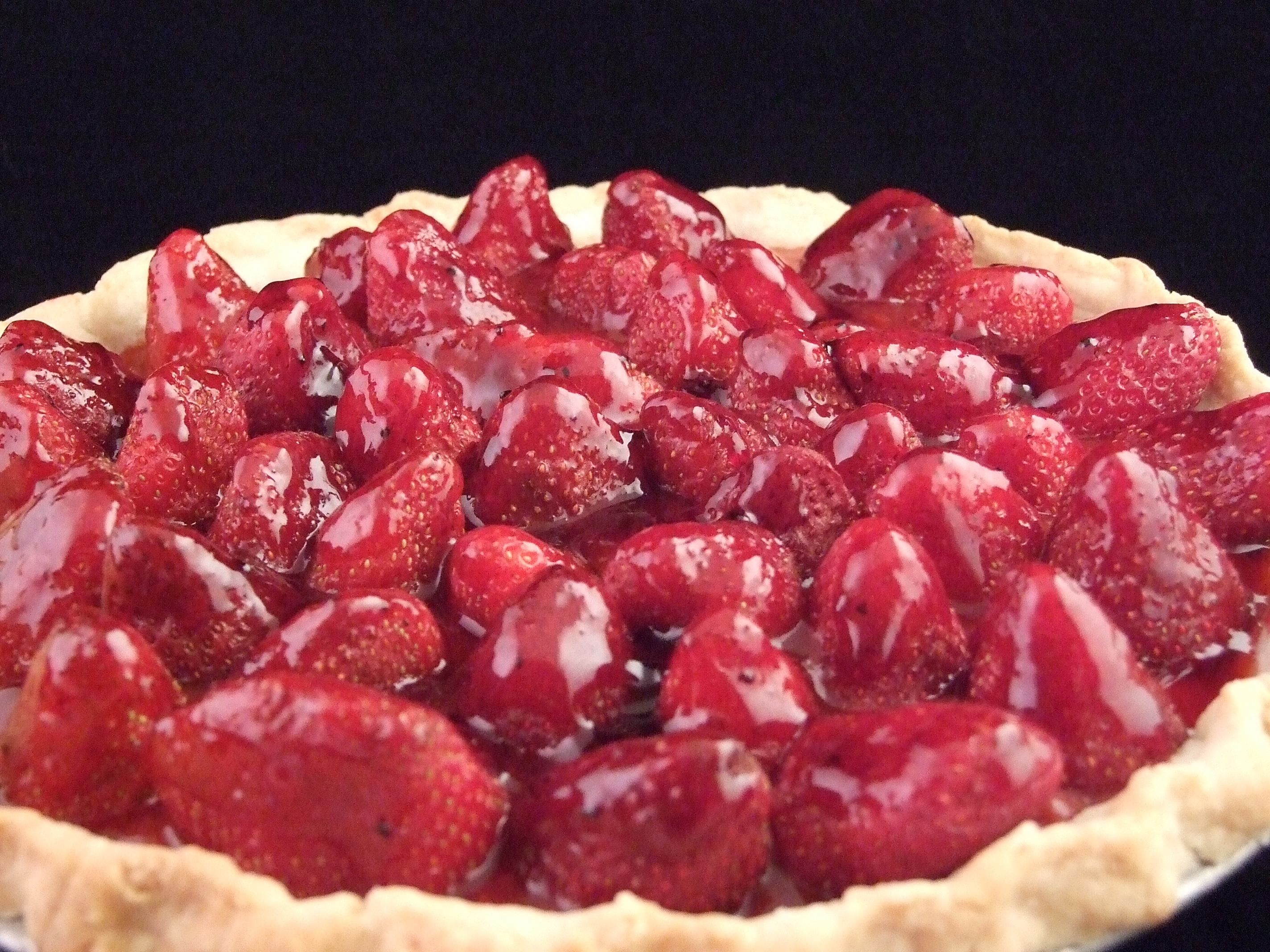
ダブルストロベリーパイ
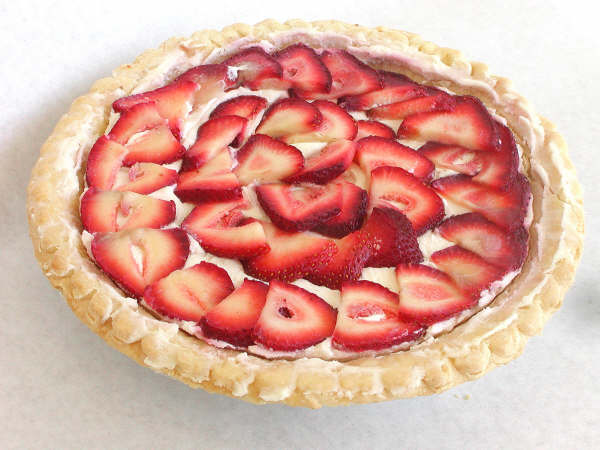
ストロベリーチーズパイ
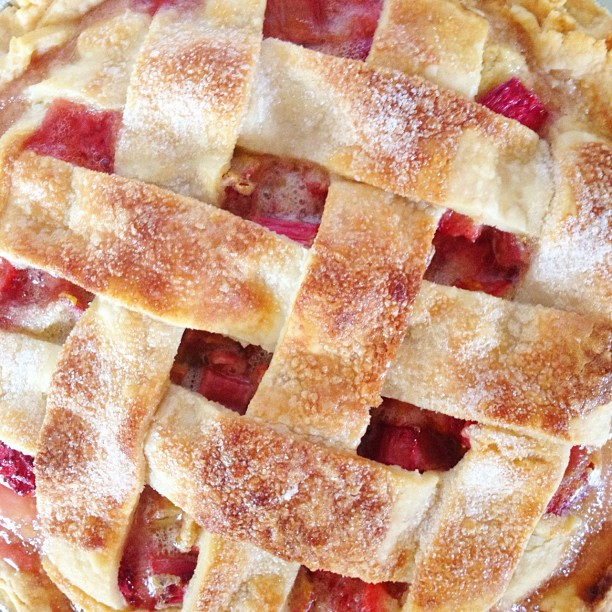
ストロベリー・ルバーブパイ
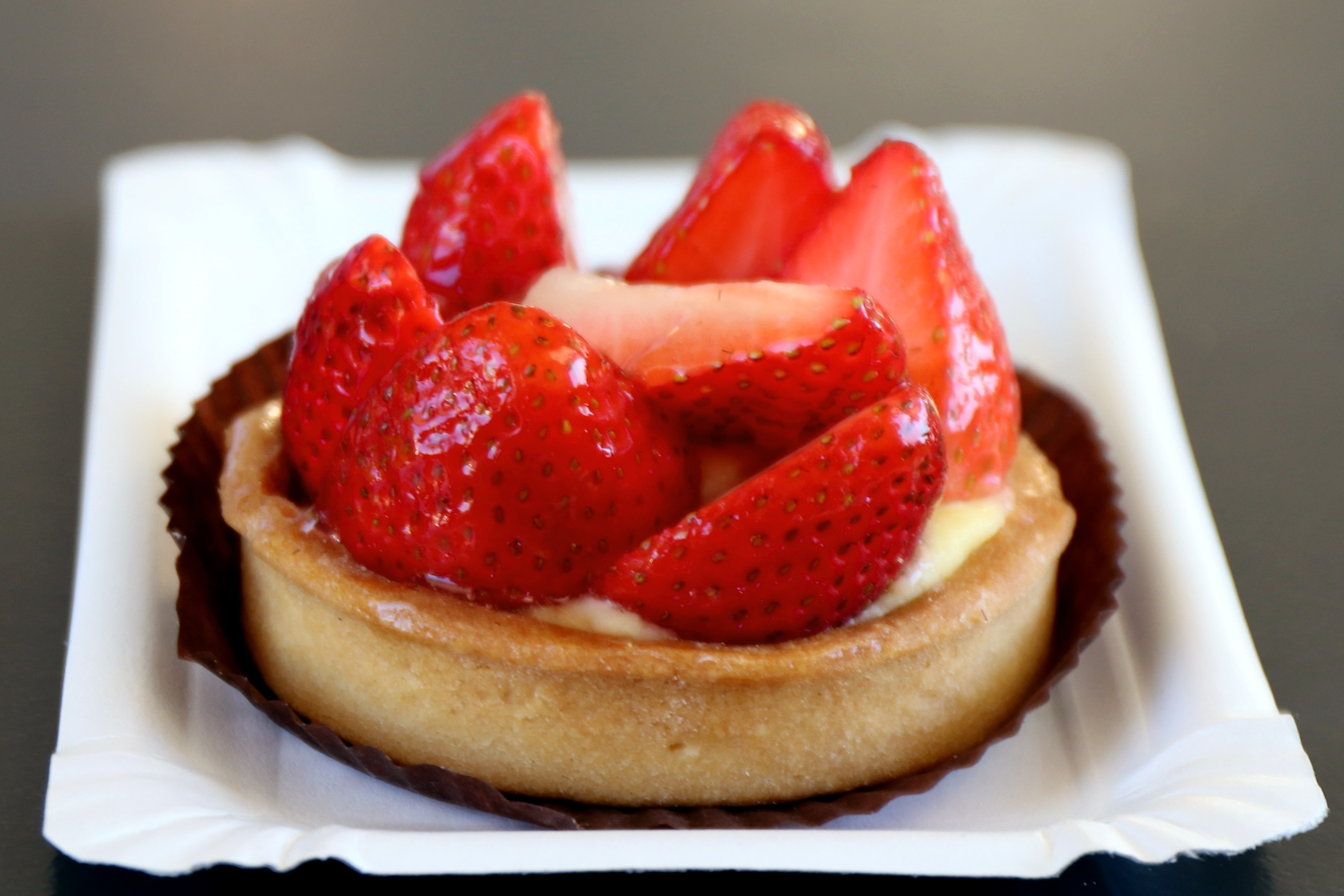
ストロベリータルト